# Говея, Тиагу
Тиагу Мария Антунеш Говея (порт. Tiago Maria Antunes Gouveia; род. 18 июня 2001, Лиссабон) — португальский футболист, нападающий клуба «Бенфика».

## Клубная карьера
Говея — воспитанник клубов «Тиреш», «Спортинг» и «Бенфика». 10 февраля 2019 года в поединке против «Пенафиела» он дебютировал в Сегунда лиге за дублёров последних. 30 апреля 2022 года в матче против «Маритиму» он дебютировал в Сангриш лиге за основной состав. Летом того же года для получения игровой практики Говея на правах аренды перешёл в «Эшторил-Прая». 6 августа в матче против «Фамаликана» он дебютировал за новый клуб. В поединке против «Риу Аве» Тиагу забил свой первый гол за «Эшторил-Прая». 

## Международная карьера
В 2019 году в составе юношеской сборной Португалии Говея завоевал серебряные медали юношеского чемпионата Европы в Армении. На турнире он сыграл в матчах против команд Италии, Армении, Ирландии и дважды Испании. В поединке против армян Тиагу сделал «дубль». 